# Gucci Gang
Gucci Gang – singel amerykańskiego rapera Lil Pumpa. Jest to piąty singel z jego debiutanckiego albumu Lil Pump. Pierwotnie został wydany niezależnie w serwisie SoundCloud 25 sierpnia 2017 roku. Później został udostępniony do cyfrowego pobierania i słuchania na żądanie jako singel nakładem wytwóni Tha Lights Global i Warner Bros. Records 28 sierpnia 2017 roku. Jest to najwyżej notowany singel rapera na liście Billboard Hot 100, osiągnął on trzecie miejsce. Został pięciokrotnie pokryty platyną przez Amerykańskie Stowarzyszenie Przemysłu Nagraniowego.

## Produkcja
Utwór został wyprodukowany przez Bighead i Gnealz. W listopadzie 2017 roku w wywiadzie dla Complex, producent Bighead mówił o swojej inspiracji zespołem Blink-182, których uważa za grupę, która dotarła na listy Billboard z prostymi kompozycjami: „Prosta muzyka to dobra muzyka, bo czy trzy, czy czterolatek potrafi to zaśpiewać, to jest to, do czego dążę. Jak „Gucci Gang” – małe dziecko może to zaśpiewać.

## Teledysk
23 października 2017 r. Lil Pump opublikował teledysk do utworu na swoim kanale YouTube. 26 grudnia 2019 r. wideo uzyskało 1 miliard wyświetleń.
Teledysk został wyreżyserowany przez Bena Griffina z Prime Zero Productions.
Teledysk został nakręcony w Holy Sacrament School w Hollywood, katolickiej szkole podstawowej, która jest własnością archidiecezji Los Angeles. Archidiecezja stwierdziła, że administracja szkoły nie uzyskała od niej zgody na nakręcenie teledysku. Griffin odmówił komentarza, zapytany przez Fox 11 Los Angeles o tę sprawę.
Teledysk był nominowany do Billboard Music Award 2018 w kategorii Top Streaming Song (Video).

## Pozycje na listach przebojów
| Lista (2017–18)                       | Pozycja |
| ------------------------------------- | ------- |
| Australia (ARIA)                      | 18      |
| Austria (Ö3 Austria Top 40)           | 30      |
| Belgia (Ultratop 50 Flanders)         | 42      |
| Belgia (Ultratop 50 Wallonia)         | 34      |
| Kanada (Canadian Hot 100)             | 3       |
| Czechy (Singles Digitál Top 100)      | 13      |
| Dania (Tracklisten)                   | 24      |
| Finlandia (Suomen virallinen lista)   | 13      |
| Francja (SNEP)                        | 15      |
| Niemcy (Official German Charts)       | 35      |
| Węgry (Single Top 40)                 | 30      |
| Węgry (Stream Top 40)                 | 11      |
| Irlandia (IRMA)                       | 31      |
| Włochy (FIMI)                         | 24      |
| Holandia (Single Top 100)             | 27      |
| Nowa Zelandia (Recorded Music NZ)     | 15      |
| Norwegia (VG-lista)                   | 20      |
| Portugalia (AFP)                      | 10      |
| Szkocja (OCC)                         | 61      |
| Słowacja (Singles Digitál Top 100)    | 11      |
| Hiszpania (PROMUSICAE)                | 57      |
| Szwecja (Sverigetopplistan)           | 19      |
| Szwajcaria (Schweizer Hitparade)      | 25      |
| UK Singles (OCC)                      | 27      |
| USA Billboard Hot 100                 | 3       |
| USA Hot R&B/Hip-Hop Songs (Billboard) | 2       |
| USA Rhythmic (Billboard)              | 11      |

| Lista (2017)                          | Pozycja  |
| ------------------------------------- | -------- |
| Węgry (Stream Top 40)                 | 71       |
| USA Hot R&B/Hip-Hop Songs (Billboard) | 58       |
| USA Streaming Songs (Billboard)       | 70       |
| Lista (2018)                          | Position |
| Kanada (Canadian Hot 100)             | 41       |
| Francja (SNEP)                        | 162      |
| USA Billboard Hot 100                 | 44       |
| USA Hot R&B/Hip-Hop Songs (Billboard) | 20       |

## Certyfikaty sprzedaży
| Kraj                          | Certyifkat | Ilość sprzedanych jednostek |
| ----------------------------- | ---------- | --------------------------- |
| Stany Zjednoczone (RIAA)      | 5× Platyna | 5,000,000                   |
| Wielka Brytania (BPI)         | Złoto      | 400,000                     |
| Szwajcaria (IFPI Switzerland) | Złoto      | 10,000                      |
| Portugalia (AFP)              | Platyna    | 10,000                      |
| Polska (ZPAV)                 | Złoto      | 25,000                      |
| Nowa Zelandia (RMNZ)          | Złoto      | 15,000                      |
| Włochy (FIMI)                 | Platyna    | 50,000                      |
| Niemcy (BVMI)                 | Złoto      | 200,000                     |
| Francja (SNEP)                | Platyna    | 133,333                     |
| Dania (IFPI Danmark)          | Złoto      | 45,000                      |
| Kanada (Music Canada)         | 2× Platyna | 160,000                     |
| Belgia (BEA)                  | Złoto      | 10,000                      |
| Australia (ARIA)              | 2× Platyna | 140,000                     |